# Onithochiton lyellii
Onithochiton lyellii är en blötdjursart som först beskrevs av Sowerby 1832.  Onithochiton lyellii ingår i släktet Onithochiton och familjen Chitonidae. Inga underarter finns listade i Catalogue of Life.